# Abbazia di Santa Maria di Lucedio
L'abbazia di Santa Maria di Lucedio è un grande complesso abbaziale sito a Lucedio, presso Trino, in provincia di Vercelli.

## Storia
L'abbazia fu fondata nel primo quarto del XII secolo, presumibilmente nel 1123 ad opera di alcuni monaci cistercensi provenienti dal monastero di La Ferté a Chalon-sur-Saône, in Borgogna, su terreni donati loro dal marchese Ranieri I del Monferrato della dinastia degli Aleramici, terreni da bonificare, caratterizzati a quel tempo dalla presenza di zone paludose e di incolte boscaglie (denominate locez, da cui il titolo dell'abbazia).

L'abbazia venne eretta come struttura fortificata ed assunse subito la denominazione di abbazia di Santa Maria di Lucedio.
Nel corso del XII, XIII e XIV secolo la sua rinomanza e la sua espansione patrimoniale crebbero costantemente, per merito di abati che seppero coniugare spiritualità e fervore di opere.

Tra di essi deve essere menzionata la figura del beato Oglerio da Trino che governò l'abbazia dal 1205 al 1214, data della sua morte. Venerato presto dai confratelli, il suo culto fu approvato in via ufficiale da papa Pio IX.

Nel corso del medioevo, l'abbazia svolse un ruolo di primo piano nella storia del Marchesato del Monferrato, essendo uno dei luoghi sacri più legati alla famiglia aleramica. Non a caso, molti marchesi decisero di farsi seppellire qui.

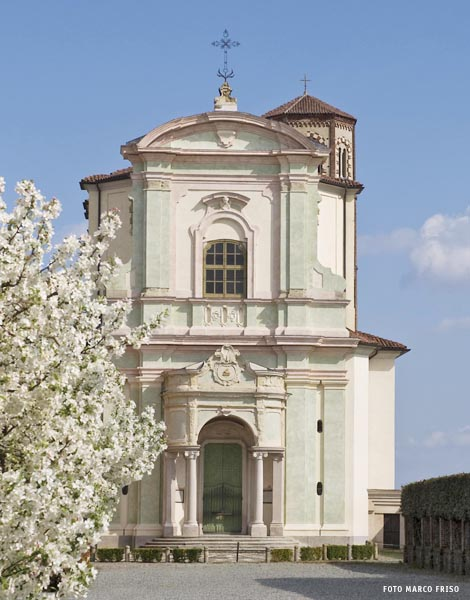
Chiesa di Santa Maria

Il patrimonio terriero dell'abbazia si estendeva ben oltre le terre prossime al monastero (con le grange di Montarolo, Darola, Castel Merlino, Leri, Montarucco, Ramezzana, ecc.), comprendendo anche appezzamenti dislocati in un'area vasta nel Monferrato e nel Canavese.
È interessante esaminare quale fosse il sistema di gestione adottato - sistema comune all'intero ordine dei cistercensi - che si basava sulla suddivisione dei possedimenti del monastero in grange, a capo di ciascuna delle quali non era posto un monaco (già gravato da impegni di ordine spirituale) ma un fratello converso che sapesse far fruttare la grangia. I conversi, che coordinavano a loro volta il lavoro di liberi contadini salariati (chiamati mercenari), rispondevano della loro attività al cellerario, monaco che curava, per conto dell'abate, l'amministrazione dell'intera abbazia.
La non lontana abbazia di Santa Maria di Rivalta, sorta a Rivalta Scrivia, nei pressi di Tortona, nacque come filiazione di quella di Lucedio nel 1171.
Nel 1457, con breve di papa Callisto III, il monastero cessò di essere di pertinenza diretta dell'ordine cistercense, divenendo Commenda, posta sotto il patronato dei Paleologi, marchesi del Monferrato (con diritto, di nomina dell'abate e di riscossione di rendite).
Esauritasi, dopo quella degli Aleramici anche la dinastia dei Paleologi, il feudo passò ai Gonzaga subentrati a Casale nella reggenza del Monferrato; mentre i Savoia avevano iniziato ad avanzare loro presunti diritti sul monastero. Solo nel 1707 essi riuscirono a portare a compimento il loro disegno, quando il Monferrato venne annesso ai domini sabaudi. 

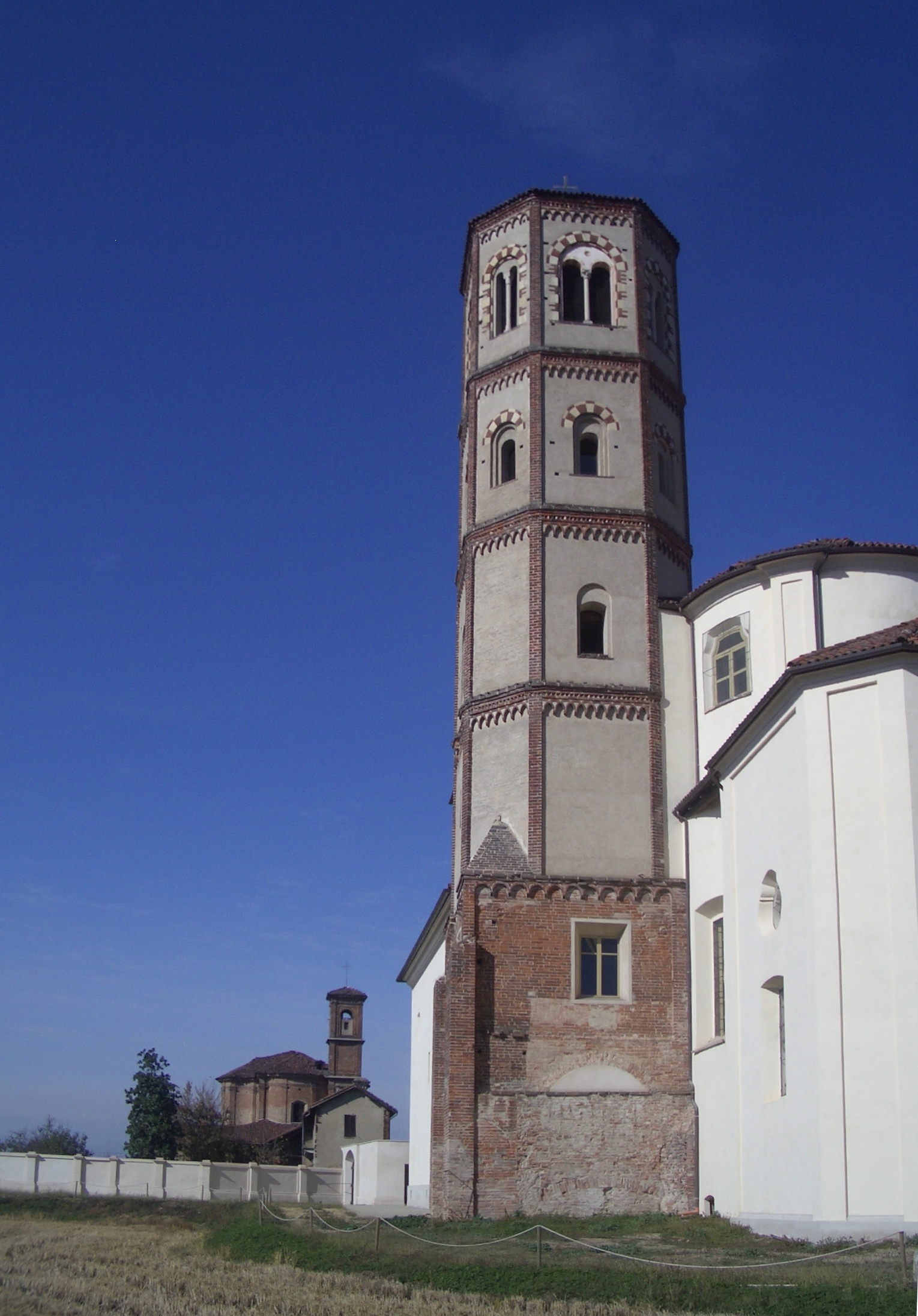
Il campanile della chiesa abbaziale

Nel 1784 – dopo la morte del cardinale Carlo Vittorio Amedeo delle Lanze e un periodo di forti attriti con la diocesi di Casale per la nomina dell'abate commendatario, l'abbazia e le sue grange divennero parte della Commenda Magistrale dell'Ordine dei Santi Maurizio e Lazzaro. I monaci cistercensi, ridotti ormai ad una decina, furono trasferiti a Castelnuovo Scrivia.
Nel 1792 l'Ordine di San Maurizio conferì la commenda al duca d'Aosta (poi Re Vittorio Emanuele I di Savoia), ma dopo pochi anni il monastero cadde nei decreti napoleonici di soppressione degli ordini religiose. Fu proprio Napoleone a cedere la proprietà di Lucedio a Camillo Borghese, a parziale risarcimento delle collezioni d'arte che gli erano state requisite a Roma.
Caduto Napoleone, si aprì una contesa tra Camillo Borghese ed i Savoia sul possesso di Lucedio. Le proprietà vennero divise in lotti e cedute a vari personaggi (tra i quali il padre di Camillo Benso, conte di Cavour). Il lotto con il complesso abbaziale di Lucedio passò sotto il controllo del Marchese Giovanni Gozzani di San Giorgio che a sua volta, nel 1861, cedette la tenuta al genovese Raffaele de Ferrari, duca di Galliera, al quale i Savoia conferirono il diritto di fregiarsi del titolo di Principe di Lucedio. Nacque così il cosiddetto Principato di Lucedio, denominazione che appare tuttora sul portale d'ingresso della tenuta. Attualmente essa appartiene alla famiglia Cavalli d'Olivola.

## Il complesso abbaziale

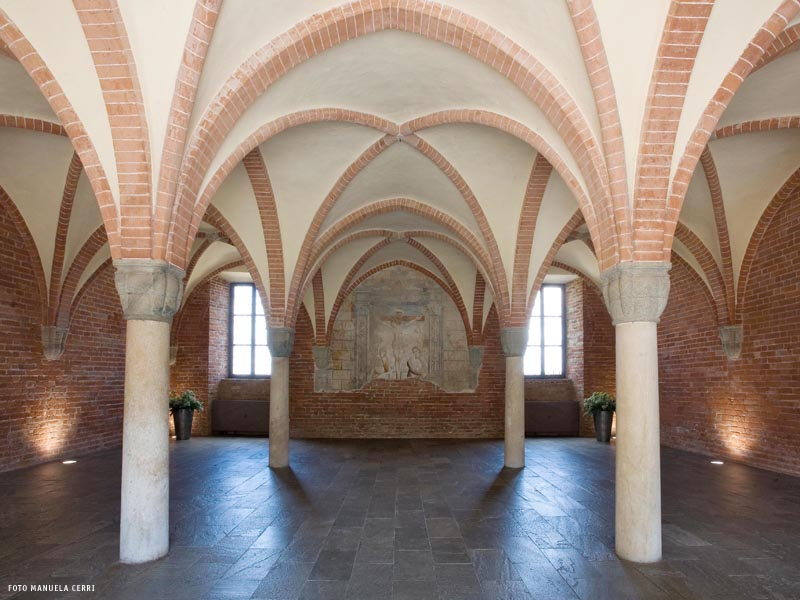
Affresco sala Capitolare

Il Principato di Lucedio, con la cinta muraria che lo racchiude, si presenta oggi come una grande e moderna azienda agricola. Dell'antico monastero medievale, eretto dai cistercensi nel XII secolo e poi ampliato nel corso del periodo di massima rinomanza e floridezza economica dell'abbazia (secolo XIII e XIV), si sono conservate notevoli strutture architettoniche: l'inconsueto campanile a pianta ottagonale, poggiante su una preesistente base quadrata, in stile gotico lombardo; il chiostro; la bellissima aula capitolare (metà del XIII secolo) con colonne in pietra e capitelli di foggia altomedievale; la suggestiva Sala dei Conversi con slanciate volte a vela che poggiano su basse colonne.
L'antica chiesa abbaziale (che si fa risalire agli anni 1150-75) divenuta ormai malconcia e pericolante, fu abbattuta per far posto ad una nuova chiesa edificata in eleganti forme barocche tra il 1767 ed il 1770. Fu il monaco-architetto Valente de Giovanni a realizzare il nuovo edificio (ora divenuto impraticabile e bisognoso di ulteriori interventi di restauro, dopo quelli di messa in sicurezza recentemente effettuati).
All'interno della cinta muraria si trova una seconda chiesa: la cosiddetta chiesa del popolo, costruita nel 1741 per le funzioni sacre destinate alle famiglie contadine ed alla gente comune abitante in Lucedio. Ridotta a deposito agricolo, la chiesa – disegnata da Giovanni Tommaso Prunotto, collaboratore di Juvarra – si lascia ammirare per le sue linee tardo barocche.

## Le leggende riguardanti Lucedio
Il nome "Lucedio" significa "Luce di Dio" o, forse, "Dio di Luce", ovvero Lucifero.
A questo proposito, l'atmosfera medievale che si respira entrando nei cortili, nel refettorio e soprattutto nell'aula capitolare, sta verosimilmente alla base delle numerose leggende ambientate in quest'abbazia. Le leggende parlano di cripte segrete, di salme mummificate di abati seduti su dei troni disposti a cerchio, di fiumi sotterranei e di una colonna che "piange" a causa degli orrori di cui sarebbe stata silente testimone.
Altre leggende non sono ambientate nell'abbazia, ma presso il vicino cimitero di Darola e nella vicina chiesetta della Madonna delle Vigne; in essa in particolare, nell'aula circolare della chiesa, c'è un dipinto raffigurante un organo a canne presso il quale è riportato uno spartito che è stato chiamato "spartito del diavolo". Questo perché – secondo la leggenda - suonando lo spartito dentro la chiesa al contrario, ovvero da destra verso sinistra e dal basso verso l'alto, si evoca il diavolo all'interno della chiesa. Suonando la frase musicale in senso normale il diavolo viene nuovamente intrappolato nelle segrete dell'abbazia. L'11 maggio 2010 è andato in onda un servizio su questo caso all'interno del programma Mistero con il sopralluogo di Marco Berry..

## Galleria d'immagini

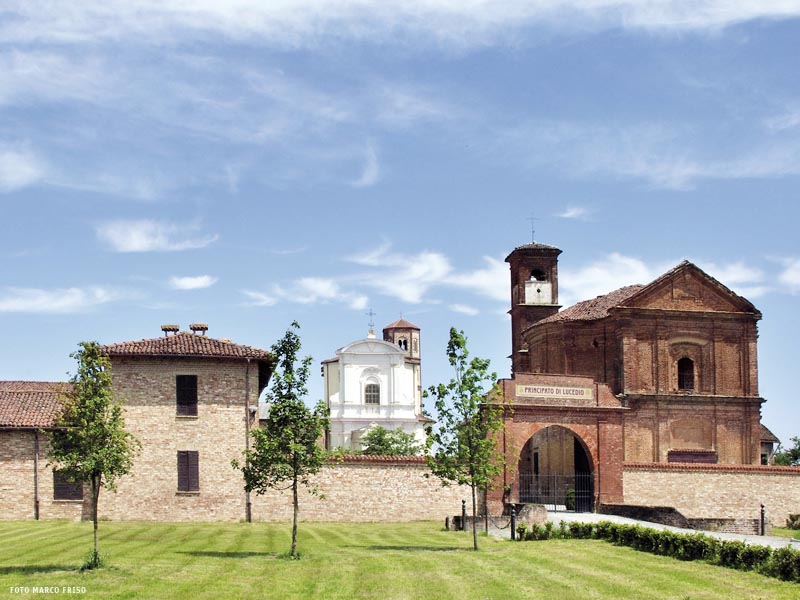
Ingresso
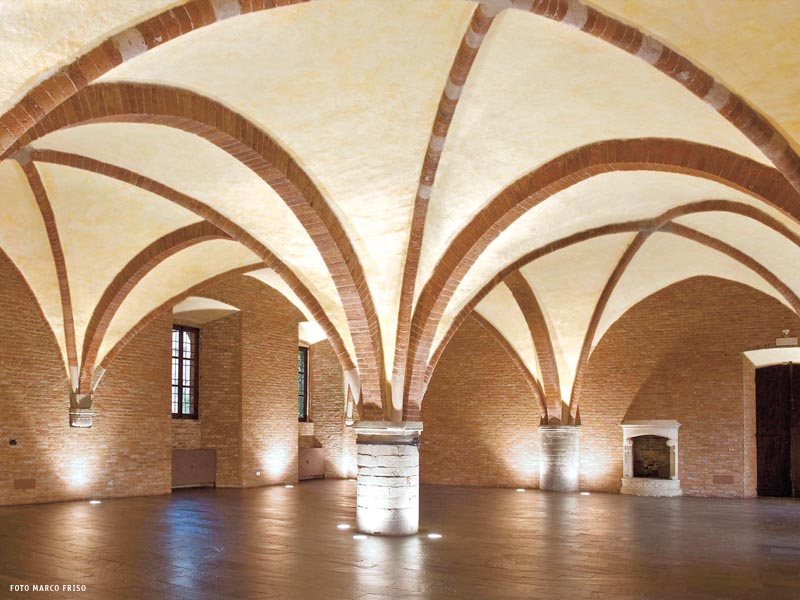
Sala dei Conversi
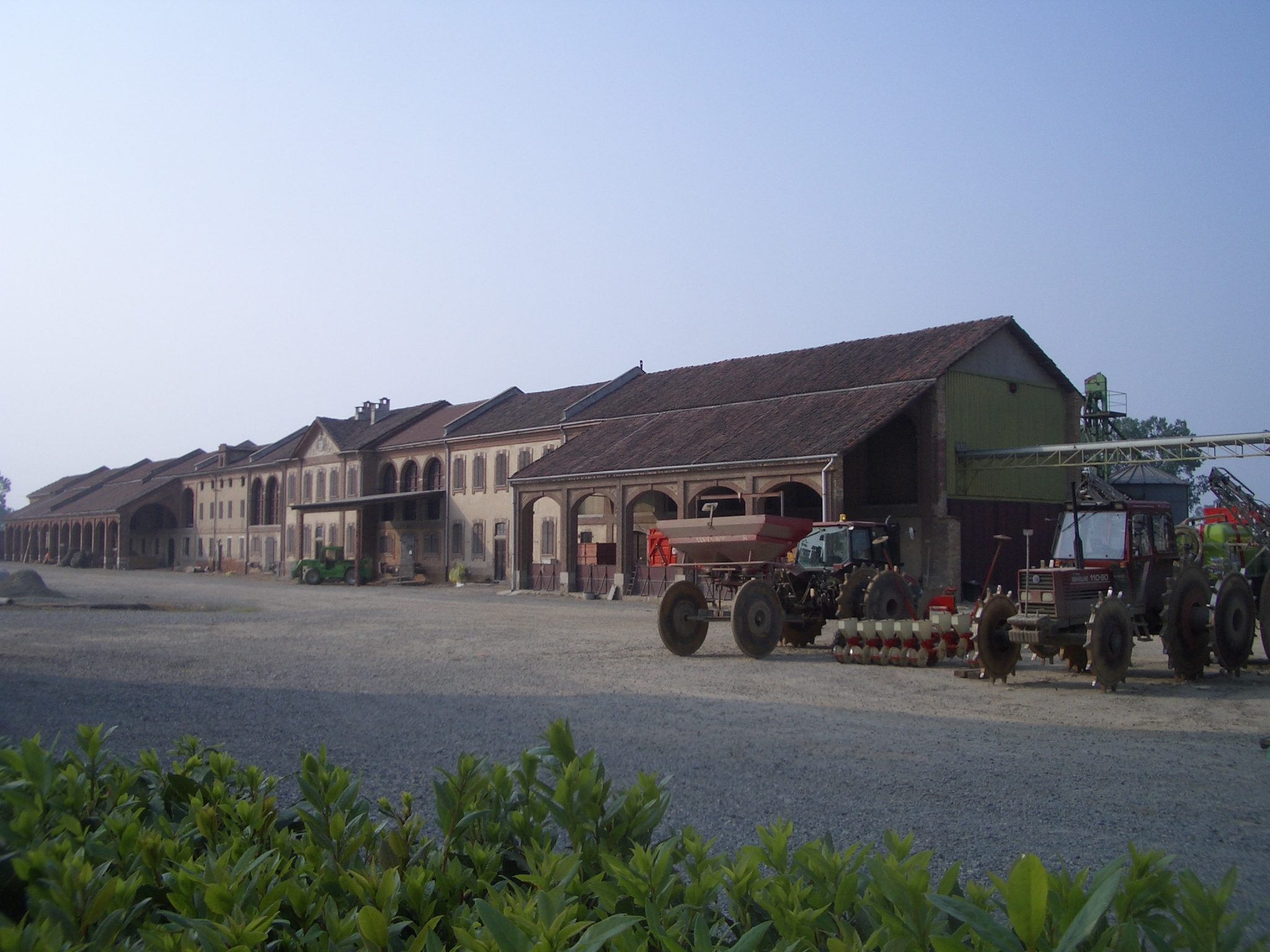
Gli edifici dell'azienda agricola